# Голка в копиці сіна (Доктор Хаус)
«Голка в копиці сіна» (англ. Needle in a Haystack)  — тринадцята серія третього сезону американського телесеріалу «Доктор Хаус». Прем'єра епізоду проходила на каналі FOX 6 лютого 2007. Доктор Хаус і його команда мають врятувати хлопця-цигана, чиї батьки не дають команді нормально працювати.

## Сюжет
Цілуючись із дівчиною в машині у Стіві трапляється дихальний напад. У швидкій виявили геморагічний плевральний випід, проте ні пухлини, ні пневмонії не знайшли. Хаус наказує зробити флебограма і перевірити його будинок на наявність наркотиків. Після процедури Форман виявляє, що крововилив у легені стався без кровотечі. Адреса, яку дав пацієнт, виявилась не справжньою адресою Стіві і Чейз та Кемерон потрапили в чужий будинок. Хлопець пояснив це тим, що він циган, а чужинцям в його будинок не можна заходити через те, що вони зіпсують його. Команда опитала його і дізналася, що він разом з батьком їздив до Чикаго на вантажівці. Хаус наказує зробити повторну флебограму, щоб все-таки знайти кровотечу. Під час процедури Стіві починає відчувати сильний біль у животі, а Кемерон і Форман розуміють, що вся печінка вкрита тромбами і незабаром відмовить. Тоді Хаус дає розпорядження зробити МРТ, КТ, аналіз мокротиння і рівня АПФ. На МРТ команда знаходить гранульому, що вказує на хворобу Вегенера. Також під час сканування команда знайомиться з батьками Стіві.
Пацієнту потрібна біопсія печінки, але через те, що часу немає лікування починають не підтвердивши хворобу. Печінці покращало, але лікування призвело до кровотечі в сечовому міхурі. Щоб не добити сечовий міхур Хаус вирішує розпочати лікування експериментальним препаратом. Проте батьки, які почали перетворювати палату в декоративну місцину, відмовились експериментувати над сином. Форман вирішує вдатися до обману. В палаті у Стіві вже зібралася ціла родина. Він просить їх вийти, бо йому потрібно змінити пов'язку на пенісі, але насправді він пропонує хлопцю пити експериментальні ліки. Але не встигши їх прийняти у пацієнта вибухає селезінка. Під час операції Форман бере її для перевірки на Вегенра, але не знаходить його. Хаус, який також був присутній там, каже хірургу, щоб той перевірив кишку, але він не слухає його. Тому Хаус сам перевіряє кишку, щоб виявити гранульому, але не знаходить її там.
Батьки заборонили команді і Хаусу наближатись до їхнього сина. Проте Хаус вважає, що якщо зробити колоноскопію, то можна буде дізнатись щось нове. При проведенні процедури Форман помічає в кишці зубочистку. Стіві міг ковтнути її, а коли він цілувався з дівчиною, то вона проштрикнула його легеню, потім печінку, сечовий міхур і селезінку. Стіві видаляють зубочистку і він одужує.

## Цікавинки
- Протягом серії Хаус змагається з доктором Вітнер за місце на стоянці, яке розташоване ближче до входу до лікарні.